# Sheila Jackson Lee
Sheila Jackson Lee (New York, 12 gennaio 1950 – Houston, 19 luglio 2024) è stata una politica, avvocata e attivista statunitense, membro della Camera dei Rappresentanti per lo stato del Texas dal 1995 alla morte.

## Biografia
Nata e cresciuta nel Queens, la Jackson ricevette un bachelor in scienze politiche dall'Università di Yale e nel 1975 si laureò in legge all'Università della Virginia.
Prima di intraprendere la carriera politica cercò di entrare in magistratura, finché nel 1987 il sindaco di Houston Kathy Whitmire la nominò giudice di pace. Nel 1989 riuscì a farsi eleggere nel consiglio comunale della città e mantenne l'incarico fino al 1994. Durante questo arco di tempo la Jackson Lee si impegnò a promuovere decreti che proibissero ai genitori di tenere armi alla portata dei minori.
Nel 1994 si candidò alla Camera dei Rappresentanti e riuscì a sconfiggere nelle primarie democratiche il deputato in carica Craig Anthony Washington. Dopo aver sconfitto Washington, batté facilmente anche l'avversario repubblicano nelle elezioni generali; ciò avvenne sempre anche in tutte le elezioni successive, dove fu sempre riconfermata con percentuali di voto molto elevate.
Ideologicamente Sheila Jackson Lee fu una progressista e fece parte di vari caucus, tra cui il Congressional Progressive Caucus e il Congressional Black Caucus. Dal suo arrivo al Congresso si prodigò in difesa dei diritti umani, opponendosi ad esempio al razzismo, alle sanzioni contro il Sudan e al genocidio in Darfur.
In occasione delle elezioni presidenziali del 2008, la Jackson Lee fu una sostenitrice di Hillary Clinton.
Morì a Houston il 19 luglio 2024 all'età di 74 anni a causa di un cancro al pancreas.